# Diocèse de Gap-Embrun
Pour le diocèse d'Embrun ayant existé du IVe siècle à 1790, consulter l'article Archidiocèse d'Embrun.
Le diocèse de Gap-Embrun (en latin : dioecesis Vapincensis-Ebrodunensis) est une Église particulière de l'Église catholique en France.
Érigé au Ve siècle, le diocèse de Gap est un diocèse historique du Dauphiné. Supprimé en 1801, il est rétabli dès 1822 et couvre depuis lors le département des Hautes-Alpes. Depuis 2002, il est suffragant de l'archidiocèse de Marseille. En 2008, le titre d'évêque de l'ancien archidiocèse d'Embrun est joint à celui de l'évêque du diocèse de Gap, désormais dénommé diocèse de Gap-Embrun.

## Histoire
Les origines du diocèse de Gap remontent au V e siècle. Les évêques de Gap étaient seigneurs et comtes uniques de Gap. Une bulle de Frédéric Barberousse du 18 juillet 1178 vient confirmer les droits régaliens de l'évêque, date que le Regeste dauphinois place au 31 juillet, lui conférant le titre de prince du Saint-Empire.

### Sous la Révolution française
Lors de la création des départements, douze paroisses du diocèse de Gap sont rattachés au département de l'Isère : La Salle-en-Beaumont, Quet-en-Beaumont, Saint-Laurent-en-Beaumont, Saint-Michel-en-Beaumont, Saint-Pierre-de-Méaroz et Sainte-Luce, formant l'archiprêtré de La Salle-en-Beaumont, ainsi que Corps, Ambel, Beaufin, Monestier-d'Ambel et La Salette, relevant du l'archiprêtré de Corps. Deux paroisses sont rattachées au département de la Drôme : Mévouillon et Montauban.
La constitution civile du clergé, décrétée par l'Assemblée nationale constituante le 12 juillet 1790 et sanctionnée par Louis XVI le 24 août suivant, supprime le diocèse de Gap.

### Sous le régime concordataire
À la suite du concordat de 1801, par la bulle Qui Christi Domini du 29 novembre 1801, le pape Pie VII supprime le diocèse de Gap.
À la suite de la signature du concordat de 1817, par la bulle Commissa divinitus du 27 juillet 1817, Pie VII prévoit de rétablir le diocèse de Gap pour le département des Hautes-Alpes. Mais le concordat n'est pas ratifié.
Par la bulle Paternae charitatis du 6 octobre 1822, Pie VII rétablit le diocèse de Gap. Il est alors suffragant de l'archidiocèse d'Aix-en-Provence.

### Depuis 1905
Le 18 mars 2008, Benoît XVI a annoncé le rattachement du titre d’Embrun dans la dénomination officielle du diocèse qui est alors devenu diocèse de Gap - Embrun.

## Organisation
Le diocèse compte environ 170 paroisses pour environ 40 prêtres. Un grand nombre de communautés religieuses sont installées dans le diocèse.
Le rite tridentin, autorisé par le motu proprio Summorum Pontificum publié le 7 juillet 2007 par Benoît XVI, est pratiqué au sein de la communauté Saint-Pie V pour le diocèse de Gap.

## Cathédrales et basilique mineure
La cathédrale Notre-Dame-et-Saint-Arnoux de Gap, dédiée à sainte Marie et à saint Arnoux, est l'église cathédrale du diocèse.
La cathédrale Notre-Dame d'Embrun, dédiée à sainte Marie, était l'église cathédrale de l'archidiocèse d'Embrun.
La basilique Notre-Dame du Laus, à Saint-Étienne-le-Laus, est, depuis le 18 mars 1892, une basilique mineure.

## Saints patrons
Le patron principal du diocèse est saint Arnoux, et le patron secondaire saint Marcellin.